# NGC 3504
NGC 3504 est une galaxie spirale intermédiaire entourée d'un anneau et située dans la constellation du Petit Lion. NGC 3504 a été découverte par l'astronome germano-britannique William Herschel en 1785. 

## Caractéristiques
Selon la base de données Simbad, NGC 3504 est une galaxie LINER, c'est-à-dire une galaxie dont le noyau présente un spectre d'émission caractérisé par de larges raies d'atomes faiblement ionisés.
La classe de luminosité de NGC 3504 est I-II et elle présente une large raie HI. Elle renferme également des régions d'hydrogène ionisé. De plus, c'est une galaxie à sursaut de formation d'étoiles.

### Distance
Sa vitesse par rapport au fond diffus cosmologique est de 1 829 ± 21 km/s, ce qui correspond à une distance de Hubble de 27,0 ± 1,9 Mpc (∼88,1 millions d'al).
À ce jour, six mesures non basées sur le décalage vers le rouge (redshift) donnent une distance de 13,135 ± 6,805 Mpc (∼42,8 millions d'al), ce qui est à l'extérieur des valeurs de la distance de Hubble.

### Luminosité dans l'infrarouge
La luminosité de la galaxie NGC 3504 dans l'infrarouge lointain (de 40 à 400 µm)  est égale à 3,63 × 1010 {\displaystyle L_{\odot }} (1010,56{\displaystyle L_{\odot }}) et sa luminosité totale dans l'infrarouge (de 8 à 1 000 µm) est de 5,25 × 1010 {\displaystyle L_{\odot }} (1010,72{\displaystyle L_{\odot }}).

## Morphologie

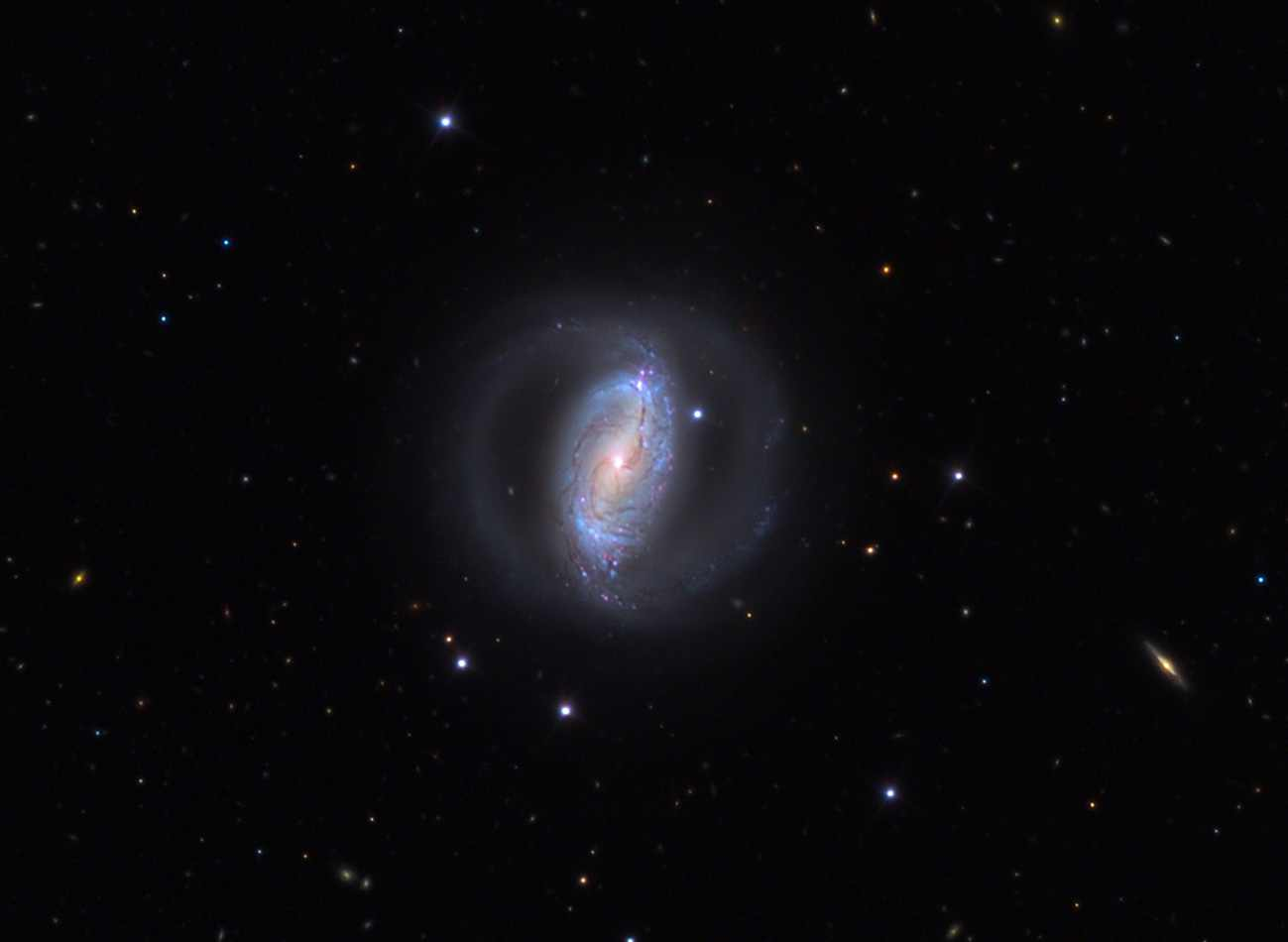
NGC 3504 par Adam Block (Observatoire du mont Lemmon/Université de l'Arizona).

NGC 3504 a été utilisée par Gérard de Vaucouleurs comme une galaxie de type morphologique (R1')SAB(rs)ab dans son atlas des galaxies,.
Eskridge, Frogel et Pogge ont publié un article en 2002 décrivant la morphologie de 205 galaxies spirales ou lenticulaires rapprochées. Les observations ont été réalisées dans la bande H de l'infrarouge et dans la bande B (le bleu). Selon Eskridge et ses collègues, NGC 3504 est de type (R)SBab dans la bande B et (R)SB(r)a dans la bande H. Le noyau ponctuel de NGC 3504 est brillant et encastré dans un bulbe légèrement elliptique. Le bulbe est traversé par une fine barre bien définie. Des anses aux extrémités des bras forment la base des bras spiraux. Les bras s’enroulent dans un anneau intérieur, puis se décollent pour former un pseudo-anneau extérieur cassé. Il y a quelques nœuds dans l’anse, mais peu d’autres signes de formation d’étoiles en cours.

### Un disque entourant le noyau
Grâce aux observations du télescope spatial Hubble, on a détecté un disque de formation d'étoiles autour du noyau de NGC 3504. La taille de son demi-grand axe est estimée à 200 pc (~650 années-lumière).

## Trou noir supermassif
Selon un article basé sur les mesures de luminosité de la bande K de l'infrarouge proche du bulbe de NGC 3504, on obtient une valeur de 107,8 {\displaystyle M_{\odot }} (63 millions de masses solaires) pour le trou noir supermassif qui s'y trouve.

## Supernova
Deux supernovas ont été observées dans NGC 3504, SN 1998cf et SN 2001ac.

### SN 1998cf
Cette supernova été découverte le 31 mars 1998 par Eric Emsellem sur des images CCD prises à l'observatoire Canada-France-Hawaï ainsi que par Geoffrey Clayton et Karl Gordon de l'université d'État de Louisiane. Le type de cette supernova n'a pas été déterminé.

### SN 2001ac
Cette supernova a été découverte le 12 mars 2001 par S. Beckmann et W.D. Li de l'université de Californie à Berkeley. Cette supernova était de type IIn.

## Groupe de NGC 3504
NGC 3504 est la galaxie la plus brillante d'un groupe de galaxies qui porte son nom. Le groupe de groupe de NGC 3504 comprend au moins 9 galaxies : NGC 3380, NGC 3400, NGC 3414, NGC 3418, NGC 3451, NGC 3504, NGC 3512, UGC 5921 et UGC 5958. Abraham Mahtessian mentionne aussi des galaxies de ce groupe dans un article paru en 1998, mais il n'y figure que 5 galaxies, soit NGC 3380, NGC 3400, NGC 3414, NGC 3418 et NGC 3451. Selon Mahtessian, NGC 3504 forme une paire de galaxies avec NGC 3512.